# باز خفاشی
باز خفاشی یا باز خفاش‌خوار (نام علمی: Macheiramphus alcinus) یک پرنده شکاری موجود در کشورهای جنوب صحرای آفریقا و جنوب آسیا تا گینه نو است. این نام به دلیل رژیم غذایی آن است که عمدتاً از خفاش‌ها تشکیل شده است. آن نیاز به فضای باز برای شکار در آن دارد، اما در هر نقطه از جنگل بارانی تا نیمه‌خشک مرغزار زندگی می‌کند.

## ویژگی‌ها
باز خفاشی یک پرنده شکاری لاغر و با جثه متوسط است که معمولاً حدود ۴۵ سانتیمتر طول دارد. در هنگام پرواز دارای بالهای بلند و شبحی شبیه به شاهین است. بالغان قهوه‌ای تیره یا سیاه هستند، با لکه‌های سفید روی گلو و سینه، و دارای یک رگه سفید در بالا و زیر هر چشم هستند. نوجوانان قهوه‌ای خالدار هستند و پرهای سفید بیشتری نسبت به بالغان دارند.

## رفتار شکار
خفاش‌ها طعمه معمول باز خفاشی هستند، اگرچه ممکن است پرندگان کوچکی مانند پرستو‌ها، بادخورک‌ها و شبگردها یا حتی حشرات را بخورند. آنها با تعقیب طعمه خود با سرعت بالا در پرواز شکار می‌کنند و ۴۹٫۳ درصد از شکارهای آنها موفقیت‌آمیز است. خفاش‌ها با استفاده از چنگال‌های کوچک اسیر می‌شوند و بلافاصله در هنگام پرواز به‌طور کامل بلعیده می‌شوند. روش‌های شکار ممکن است شبیه به روش باز سوینسون باشد که از انواع روش‌های مختلف (جریان بالا، جریان پایین و جریان متقاطع) و گرفتن در جهت‌ها/موقعیت‌های مختلف بدن (مانورهای پایین، بالا و چرخش) برای شکار طعمه در یک ازدحام استفاده می‌کند. بازهای خفاشی نیز سرعت بلع بسیار سریعی از خود نشان می‌دهند و به‌طور میانگین ۶ ثانیه طول می‌کشد تا طعمه پس از دستگیری به معده برسد.
باز خفاشی پگاه‌رو است و در هنگام غروب شکار می‌کند. آنها را می‌توان در نزدیکی غار / محل سکونت خفاش‌های قبل از ظهور غروب دید. آنها از بال تغذیه می‌کنند و طعمه خود را به‌طور کامل می‌بلعند. این عادت تغذیه منجر به تکامل یک شکاف دهان نامعمول بزرگ شده است که بزرگ‌ترین شکاف دهان در میان پرندگان شکاری هم‌اندازه بدن آنها است و بیشتر شبیه به پرندگان حشره‌خواری است که از بال‌ها مانند پرستوها، بادخورک‌ها و شبگردها تغذیه می‌کنند. تکامل یک شکاف دهان بزرگ به احتمال زیاد به دلیل فشار انتخابی در یک زمان محدود تغذیه‌ای است. از آنجایی که خفاش‌ها فقط در هنگام غروب در گروه‌ها دیده می‌شوند، یک پنجره زمانی ۳۰± دقیقه برای شکار بازهای خفاشی در نظر گرفته شده است. شکاف دهانی بزرگ به این بازها اجازه می‌دهد تا به سرعت، اغلب با چندین طعمه در هر دوره شکار تغذیه کنند.
عادت‌های پگاه‌روی، فاصله زیاد و قابلیت مانور در حین پرواز باعث می‌شود که باز خفاشی برای شکار طعمه خود به خوبی سازگار شود. این آشیان اکولوژیک به شدت توسط بازهای خفاشی مورد بهره‌برداری قرار می‌گیرد و رقابت آنها را با دیگر شکارچیان روزانه به حداقل می‌رساند.

### زادآوری
نمایش‌های جنسی شامل نمایش‌های هوایی و شیرین‌کاری‌های زیادی است. لانه با چوب‌هایی که در پرواز جمع شده‌اند ساخته شده است و حدود ۹۰ سانتیمتر عرض و ۳۰ سانتی‌متر سانتی‌متر عمق دارد. ماده تنها مسئول برتخم‌نشینی دسته‌تخم خود است. نر اغلب غذا را با او به اشتراک می‌گذارد. حدود یک ماه پس از شروع برتخم‌نشینی، جوجه‌ها از تخم بیرون می‌آیند و هر دو والدین به تغذیه جوجه‌های خود کمک می‌کنند. ۳۰ تا ۴۵ روز پس از جوجه‌ریزی، جوجه‌های پروازی جوان، به زودی لانه را ترک می‌کنند. بازهای خفاشی چرخه‌های تولیدمثلی خود را با چرخه‌های خفاش‌ها تنظیم می‌کنند و از مزیت ماده‌های باردار بی‌حال برای رسیدن به شرایط تولیدمثل استفاده می‌کنند، در حالی که جوجه‌های پروازی از خفاش‌های جوانی که اخیراً به هوا پرواز کردند، بهره می‌برند.
بازهای خفاشی بیشتر سال‌ها تولیدمثل می‌کنند.

## حفاظت
به دلیل گستره وسیع و جمعیت نسبتاً پایدار، باز خفاشی کمترین نگرانی را دارد. با این حال، جمعیت‌های محلی در معرض تهدید هستند و در آفریقای جنوبی در فهرست در معرض خطر قرار دارند.

## واژه‌شناسی
نام سرده از واژهٔ یونانی μαχαιρα makhaira به معنای چاقو؛ و ῥαμφος rhamphos به معنی نوک است. لقب خاص alcinus یعنی مانند ماهی‌گیرک، از سرده لینه، Alca، که آن هم اشاره به نوک نازک باز خفاشی دارد.

## آرایه‌شناسی
املای نام سرده مشکل است. چارلز لوسین بناپارت باز خفاشی را در سال ۱۸۵۰ توصیف کرد و نام آن را Macheiramphus alcinus گذاشت: ۴۸۲–۴۸۳ وسترمن آن را در سال ۱۸۵۱ با نام Machaerhamphus alcinus توصیف کرد و این شکل بیش از صد سال مورد استفاده قرار گرفت زیرا اعتقاد بر این بود که در سال ۱۸۴۸ منتشر شده است. در سال ۱۹۶۰ دیگنان اشاره کرد که بناپارت اولویت دارد، اما در سال ۱۹۷۹ دین امادون ادعا کرد که Macheiramphus alcinus نام رها شده است. بروک و کلنسی خاطرنشان می‌کنند که نگهداری یک مترادف کوچک مستلزم حکم خاصی از ICZN است که آمادون آن را به دست نیاورده است. در حالی که دیکینسون استدلال می‌کند که احیای نام توسط دیگنان در سال ۱۹۶۰ باید پابرجا بماند، زیرا پیش از اولین ویرایش کد در سال ۱۹۶۱ است.